# 重慶姐弟墜亡案
重慶姐弟墜亡案，司法称张波、叶诚尘故意杀人案，指2020年11月2日下午3时发生在重庆市南岸区锦江华府小区4栋15-4两个幼儿坠楼死亡事件。起初该案被认为是儿童意外坠楼，而后来警方发现是坠楼儿童的生父张波在其情妇叶诚尘教唆和逼迫下蓄谋已久的故意杀人罪案。

## 相关人员

### 遇害儿童
- 女儿张某甲（被害人，殁年2岁）：2018年3月11日出生，陳美霖与罪犯张波所生的女儿，小名“雪雪”[3][4]。
- 儿子张某乙（被害人，殁年1岁）：2019年1月6日出生，陳美霖与罪犯张波所生的儿子，小名“洋洋”[3][4]。

### 遇害儿童的母亲
- 陳美霖：张波的前妻，遇害儿童的生母[5]。

### 罪犯
- 张波：1994年8月16日出生，重庆创驰非融资担保有限公司合伙人，遇害儿童的生父，陳美霖的前夫，来自重庆市长寿区一个农村家庭，小学学历，2024年1月31日执行死刑，得年29岁[5]。
- 叶诚尘：1994年6月20日出生，张波的情妇，张波陈美霖婚姻的第三者，长寿区葛兰所人，2024年1月31日执行死刑，得年29岁[5]。

## 案件经过
2017年8月，张波与陈美霖结婚，生下女儿张某甲（被害人，殁年2岁）、儿子张某乙（被害人，殁年1岁）。
2019年4月，张波隐瞒其已婚有子的事实追求网友叶诚尘，同时向陈美霖提出离婚。8月，张波与叶诚尘建立恋爱关系。后来叶诚尘知道张波已婚已育，但继续与张波來往。
2020年2月，张波与陈美霖正式协议离婚，离婚协议中规定：“女儿张某甲归陈美霖抚养，儿子张某乙在六岁前归张波抚养，六岁后由陈美霖抚养。”。张波分期向陈某某支付80万元抚养费。
张波离婚后，叶诚尘表示自己父母不能接受张波有孩子的事实，要求殺死孩子。张、叶两人多次共谋，最后商定用制造意外坠楼的方式杀害张某甲、张某乙。
2020年2月，两人就计划杀死两个小孩，但张一直有所犹豫，2020年6月，叶多次通过微信催促张动手作案。同年10月25日，张波声称要给女儿买衣服，让其母联系前妻陈美霖将女儿张某甲接到自己租住于重庆市南岸区锦江华府小区4栋15-4的家中，想伺机作案，但因为陈美霖一直在场而未能作案。11月1日，张波再次让陈美霖将张某甲带到家中并留宿。第二天下午15时30分许，张波趁家中无其他人，将正在次卧玩耍的女儿张某甲、儿子张某乙一起从次卧飘窗处扔到楼下，致张某甲当场死亡，张某乙经送医院抢救无效死亡。
将儿子女儿从15楼扔下之后，张波假装不知情。而后，7楼邻居高喊：“哪家的娃儿掉下来了”，张波才从15楼跑下。跑下楼后，张波坐在地上嚎啕大哭，假装以头撞墙。此事很快得到了媒体和民众的广泛关注。警方在调查中发现了疑点，张波家的飘窗的推拉扇距离地面的高度为80厘米，绝非一两岁幼童能够爬上的高度，可以判断绝非意外坠楼。

## 审理过程
2020年11月11日，张波因涉嫌故意杀人，被重庆市公安局南岸区分局刑事拘留。
2021年12月28日，重庆市第五中级人民法院一审以故意杀人罪判处张波、叶诚尘死刑，剥夺政治权利终身。法庭审理认为，张波积极参与，将女儿骗至家中，直接实施了杀人行为；叶诚尘以自己和家人不能接受张波有孩子为由，多次催促其动手，并在张犹豫不决的情况下，逼迫其杀人。二人在犯罪过程中的作用相当，均为主犯。二人的行为突破了法律底线、道德底线、人伦底线，作案动机特别卑劣，主观恶性极深，作案手段特别残忍，犯罪情节、后果和罪行极其严重，社会影响极其恶劣，依法应当严惩。陈美霖在庭审中撤销了附带民事诉讼，要求严惩两名凶手。叶诚尘的家属向陈美霖提出赔偿30万元，以求谅解，但陈美霖拒绝接受。庭审后，陈美霖前往安置两个孩子骨灰的寺庙，在孩子们的灵位前宣读了宣判书。陈美霖表示，张波把孩子抱起扔下，可能是他和孩子唯一的亲昵行为。
2023年2月，该案二审开庭前夕，遇害姐弟生母陈美霖在网络上发声，张波曾于南岸区看守所写三封道歉信请求陈美霖原谅，对此陈美霖表示不认可，并表示“唯一的赎罪就是坦然接受死刑”。
2023年4月6日，該案於重慶市高級人民法院二審開庭，擇期宣判。5月11日，重庆市高级人民法院进行二审宣判，裁定驳回上诉、维持原判，并报请最高人民法院核准。
2024年1月，中华人民共和国最高人民法院作出裁定，核准张波、叶诚尘死刑；1月31日，重庆市第五中级人民法院遵照最高人民法院下达的执行死刑命令，对张波、叶诚尘执行了死刑。